# Voacanga psilocalyx
Voacanga psilocalyx är en oleanderväxtart som beskrevs av Jean Baptiste Louis Pierre och Otto Stapf. Voacanga psilocalyx ingår i släktet Voacanga och familjen oleanderväxter. Inga underarter finns listade i Catalogue of Life.